# Маргецанка
Маргецанка (словац. Margecianka) — річка в Словаччині, права притока Браниська, протікає в округах  Левоча і Списька Нова Весь.
Довжина — 16,3-20 км. Витік знаходиться в масиві Левоцькі гори — на висоті 890 метрів. Протікає територією сіл Павляни; Поляновце; Студенець і міста Спиське Подградє.
Впадає в Бранисько на висоті 402 метри.